# Borghetto di Borbera
Borghetto di Borbera é uma comuna italiana da região do Piemonte, província de Alexandria, com cerca de 1 963 habitantes. Estende-se por uma área de 39,61 km², tendo uma densidade populacional de 50 hab/km². Faz fronteira com Cantalupo Ligure, Dernice, Garbagna, Grondona, Roccaforte Ligure, Sardigliano, Stazzano, Vignole Borbera.

## Demografia
| Variação demográfica do município entre 1861 e 2011                               |
|                                                                                   |
| Fonte: Istituto Nazionale di Statistica (ISTAT) - Elaboração gráfica da Wikipedia |